# Корнешть (Клуж)
Корнешть, Корнешті (рум. Cornești) — село у повіті Клуж в Румунії. Адміністративний центр комуни Корнешть.
Село розташоване на відстані 344 км на північний захід від Бухареста, 29 км на північ від Клуж-Напоки.

## Населення
За даними перепису населення 2002 року у селі проживали 287 осіб.
Національний склад населення села:
| Національність | Кількість осіб | Відсоток |
| -------------- | -------------- | -------- |
| румуни         | 194            | 67,6%    |
| угорці         | 93             | 32,4%    |

Рідною мовою назвали:
| Мова      | Кількість осіб | Відсоток |
| --------- | -------------- | -------- |
| румунська | 201            | 70,0%    |
| угорська  | 86             | 30,0%    |